# Rhegmatorhina
Rhegmatorhina is een geslacht van vogels uit de familie Thamnophilidae (miervogels). Het geslacht telt vijf soorten:
- Rhegmatorhina berlepschi  –  Harlekijnmiervogel
- Rhegmatorhina cristata  –  Kastanjekuifmiervogel
- Rhegmatorhina gymnops  –  Naaktoogmiervogel
- Rhegmatorhina hoffmannsi  –  Witborstmiervogel
- Rhegmatorhina melanosticta  –  Haarkuifmiervogel